# José Horacio Gómez
José Horacio Gómez (Monterrey, Estado de Nuevo León, México, 26 de diciembre de 1951) es un arzobispo católico, teólogo, filósofo, científico, contable y doctor en bellas artes mexicano-estadounidense. 
Fue ordenado sacerdote del Opus Dei en el año 1978, donde ejerció su ministerio sacerdotal en España, México y Estados Unidos.
Entre 2001 y 2004 fue obispo auxiliar de Denver y obispo titular de Belali, entre 2004 y 2010 fue arzobispo de San Antonio de Texas y desde 2011 es arzobispo de Los Ángeles. En la Curia Romana fue miembro de la Pontificia Comisión para América Latina y actualmente pertenece al Pontificio Consejo para las Comunicaciones Sociales. Desde noviembre de 2019 hasta noviembre de 2022 fue el presidente de la Conferencia Episcopal de Estados Unidos USCCB.

## Primeros años y formación
Nacido en la ciudad mexicana de Monterrey el 26 de diciembre de 1951. Sus padres eran José H. Gómez y Esperanza Velasco, es uno de los hijos del matrimonio. Realizó sus estudios primarios en un colegio local de la ciudad y sus estudios secundarios en el Instituto Tecnológico y de Estudios Superiores de Monterrey. Seguidamente entró en la Universidad Nacional Autónoma de México donde obtuvo el título de grado de Bachelor of Science y Bachelor of Arts y también se licenció en Contabilidad y Filosofía hasta el año 1975. Durante estos años, se unió como miembro del Opus Dei (Prelatura de la Santa Cruz y Opus Dei).
En 1975, se trasladó a España donde se licenció en Teología en 1978 por la Universidad de Navarra de la ciudad de Pamplona, con el sostenimiento económico del Centro Académico Romano Fundación (CARF).

## Sacerdocio
El día 15 de agosto de 1978 fue ordenado sacerdote del Opus Dei, por el cardenal Franz König, en el Santuario de Torreciudad del municipio español de Secastilla.
En 1980 volvió a la Universidad de Navarra donde obtuvo el título de Doctor de Teología Sagrada.
Tras finalizar sus estudios universitarios comenzó a trabajar como sacerdote en España. Luego regresó a México donde estuvo al cargo de diferentes parroquias. En 1987 se trasladó a los Estados Unidos, donde estuvo trabajando hasta 1999 en las tareas pastorales de la parroquia de la Residencia de Nuestra Señora de la Gracia de San Antonio (Texas). Durante este periodo ayudó en la Arquidiócesis de Galveston-Houston. En 1995, obtuvo la ciudadanía estadounidense.
En 1991 se convirtió en un representante regional de la Asociación Nacional de Sacerdotes Hispanos y Latinoamericanos de la cual en 1995 llegó a ser su presidente. Entre 1999 y 2001 fue su director ejecutivo, y en 2003 la asociación le otorgó el premio anual El Buen Pastor.
Entre 1997 y 1998, fue miembro general del Consejo de Administración del Consejo Nacional Católico del Ministerio Hispano, siendo tesorero en 1999. Entre 1998 y el 2000 estuvo en el comité organizador de la celebración nacional del Jubileo llamada Encuentro 2000. En 1999 lideró la formación del Centro San Juan Diego para la Familia y la Pastoral de la Salud donde se ofrece acogida a los inmigrantes en Denver (Colorado).
Durante ese mismo año se convirtió en vicario del Opus Dei en Texas. En el año 2000 también estuvo en México donde, junto al cardenal Norberto Rivera Carrera fundaron el Seminario Hispano de Santa María de Guadalupe de México, D. F. siendo inaugurado en el mes de agosto.

## Carrera episcopal[4]
El 23 de enero de 2001, el papa Juan Pablo II lo nombró obispo auxiliar de la arquidiócesis de Denver y obispo titular de Belali. Recibió la consagración episcopal el 26 de marzo de ese año, a manos del arzobispo Charles Joseph Chaput (O.F.M. Cap.), teniendo como co-consagrantes a los obispos Joseph Anthony Fiorenza y Javier Echevarría Rodríguez.
Como obispo auxiliar, se desempeñó como Rector de la Catedral Basílica de la Inmaculada Concepción de Denver y más tarde sirvió como moderador de la curia y párroco de la Parroquia Madre de Dios de la diócesis.
Fue el primer obispo del Opus Dei nacido en otro país en ser consagrado obispo en los Estados Unidos.  

### Arzobispo de San Antonio
El 29 de diciembre de 2004, fue nombrado Arzobispo de la Arquidiócesis de San Antonio en sucesión de Mons. Patrick Flores.
Durante su episcopado, en 2005 fue elegido por la revista Time uno de los 25 hispanos más influyentes en los Estados Unidos y en 2007 la CNN por el mes de la hispanidad fue incluido en la lista de hispanos notables residentes en el país. En el 2006, presentó la Fundación de la Comunidad Católica de la Arquidiócesis de San Antonio, en 2007 jugó un papel decisivo al reunir a líderes y obispos católicos para la creación de la Asociación Católica de Líderes Latinos (CALL).
En la Curia Romana fue nombrado consejero de la Pontificia Comisión para América Latina, fue miembro de la Junta de Síndicos de la Universidad Católica de América. Pasó a ser miembro de la Conferencia Episcopal Estadounidense, de la cual ha sido presidente de la Subcomisión para la Iglesia en América Latina, presidente electo de la Comisión de Migración y pertenece al Comité de Doctrina.Tras el Terremoto de Haití de 2010, encabezó una delegación para evaluar la situación del país tras lo ocurrido.

### Arzobispo de Los Ángeles

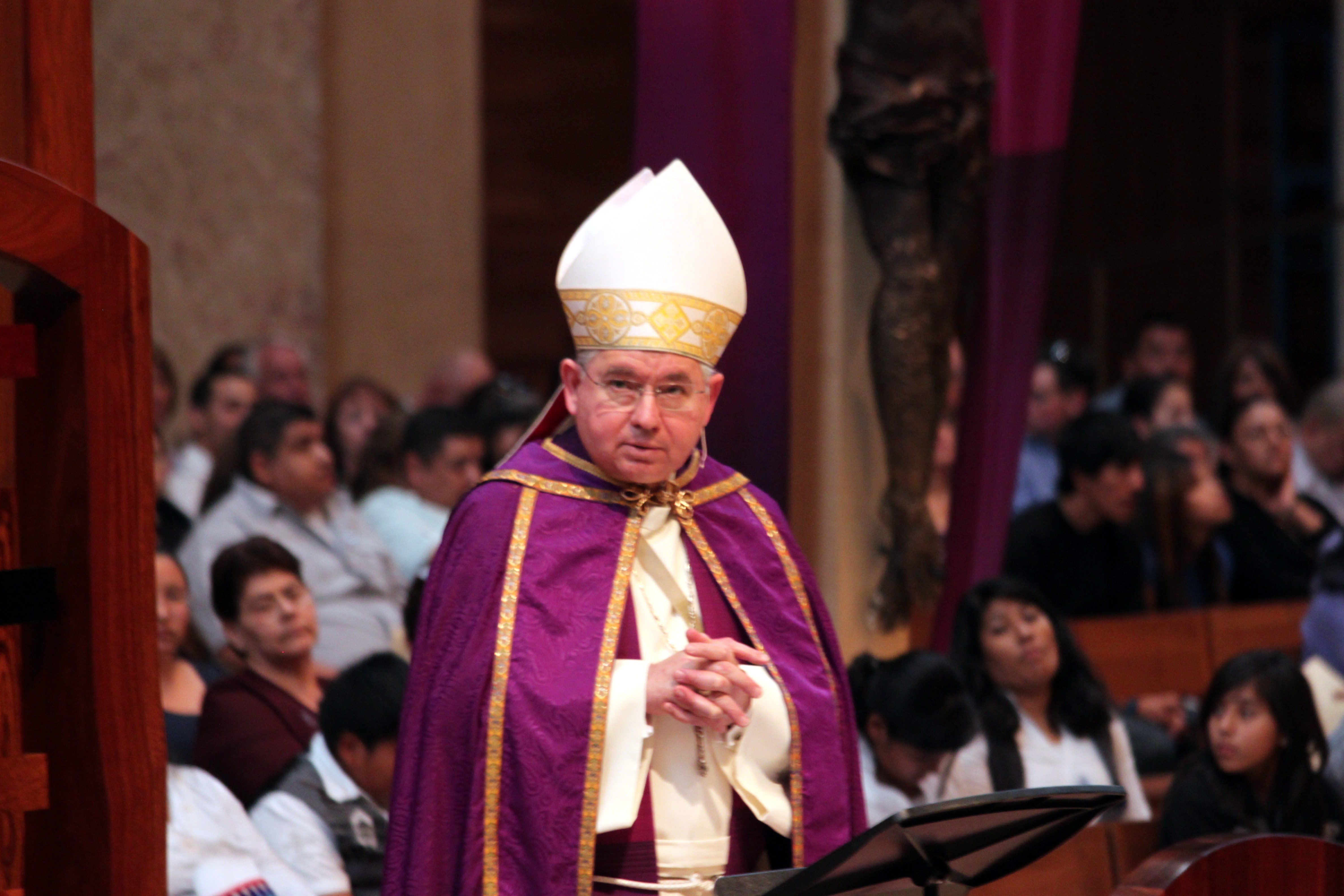
José Horacio Gómez en la Catedral de Nuestra Señora de los Ángeles.

El 6 de abril de 2010 fue nombrado arzobispo coadjutor de arquidiócesis de Los Ángeles. Posteriormente el día 1 de marzo de 2011, el papa Benedicto XVI lo nombró como nuevo arzobispo de esa misma arquidiócesis, en sucesión del cardenal Roger Michael Mahony. Es el primer hispano en servir como arzobispo en Los Ángeles, así como el obispo hispano de más alto rango en Estados Unidos. Tras su nombramiento se mostró muy agradecido, declarando las siguientes afirmaciones: 

"Estoy muy agradecido al Santo Padre por darme esta oportunidad de servir a la Iglesia con un mentor y líder como el cardenal Roger Mahony.
"Estoy agradecido con el Nuncio Apostólico, Mons. Pietro Sambi, para apoyar la confianza del Santo Padre en mí. Voy a intentar con todas mis fuerzas para ganar esa confianza"
José Horacio Gómez

En la Arquidiócesis ha sido considerado muy dinámico y representante de una comunidad cultural, étnica y racialmente diversa. Fue nombrado por el papa Benedicto XVI para ser uno de los representantes en el Sínodo de los obispos sobre la nueva Evangelización que se celebró en octubre de 2012.
El 24 de noviembre del mismo año fue nombrado miembro del Pontificio Consejo para las Comunicaciones Sociales.

## Premios y condecoraciones
- Premio Anual El Buen Pastor, (otorgado por la Asociación Nacional de Sacerdotes Hispanos y Latinoamericanos).
- Comandante de la Orden del Santo Sepulcro de Jerusalén.

## Publicaciones
- José H, Gómez, A Will to Live: Clear Answers on End of Life Issues, Basilica Press, Irving, TX, 2008. ISBN 978-1930314061
- José H, Gómez, Men of Brave Heart: The Virtute of Courage in tge Priestly Life, Our Sunday Visitor, Huntington, IN, 2013. ISBN 978-1612785653
- José H, Gómez, Immigration and the Next America: Renewing the Soul of Our Nation, Our Sunday Visitor, Huntington, IN, 2013. ISBN 978-1-61-61278-718-3. Editado también en español, ese mismo año.